# Poštovní služba Spojených států amerických

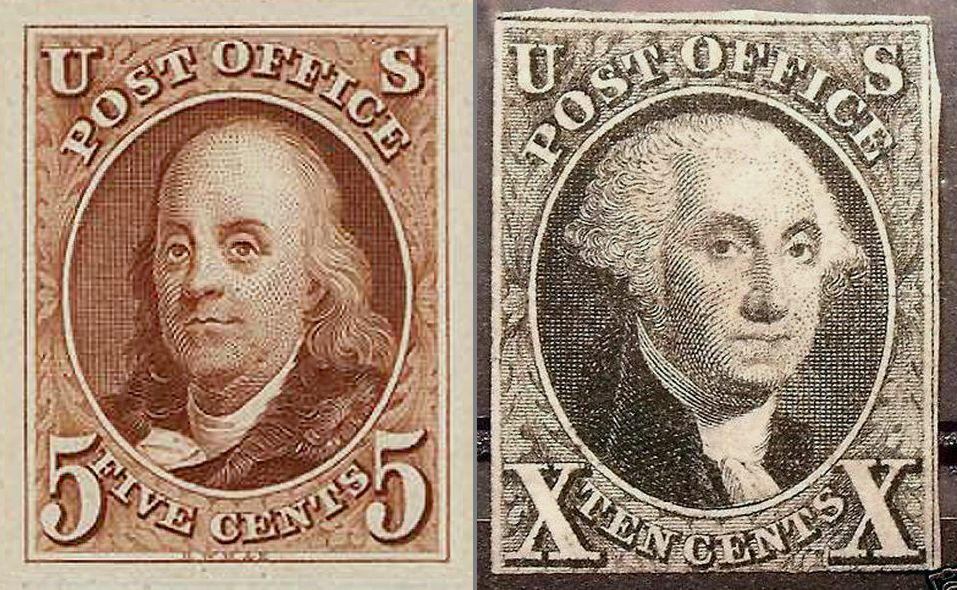
První dopisní známky USPS (1847)

Poštovní služba Spojených států amerických (anglicky United States Postal Service, zkráceně USPS, známá také jako Post Office nebo U.S. Mail) je nezávislá agentura výkonné moci federální vlády USA, která odpovídá za poskytování poštovních služeb ve Spojených státech, včetně jejich ostrovních oblastí. Je to jedna z mála vládních agentur výslovně schválených ústavou Spojených států.
Kořeny USPS spadají do roku 1775, kdy byl prvním nejvyšším poštmistrem (postmaster general) jmenován Benjamin Franklin.
Post Office Department byl založen v roce 1792. V roce 1872 byl povýšen na kabinetní úřad a v roce 1970 se přeměnil na USPS jako nezávislou agenturu.
V roce 2019 měla USPS 633 108 aktivních zaměstnanců, což z ní činí třetího největšího civilního zaměstnavatele ve Spojených státech za federální vládou a Walmartem. V roce 2014 provozovala 211 264 vozidel. Je provozovatelem největšího civilního vozového parku na světě. Je ze zákona povinná sloužit všem Američanům, poskytovat služby za jednotnou cenu a ve stejné kvalitě. Je to geograficky a objemově největší poštovní systém na světě, který doručuje 47% světové pošty. Vozový park USPS je pozoruhodný tím, že mnoho z jeho vozidel má volant umístěný na pravě straně, aby řidiči měli snadný přístup ke schránce umístěné u silnice.

## Organizace
Poštovní službu řídí rada guvernérů, která stanovuje zásady, postupy a poštovní sazby za poskytované služby. Rada má 11 členů, z nichž 9 je jmenováno prezidentem se souhlasem Senátu. Tito členové pak po svém jmenování zvolí generálního poštmistra, který se stane desátým člen rady a který má postavení vrchního výkonného ředitele, a dále jeho zástupce, který se stane jedenáctým členem rady.

## Klesající objem pošty
Objem přepravené dopisní pošty dosáhl vrcholu v roce 2001, do roku 2017 se snížil o 43% v důsledku rostoucího využívání e-mailů a World Wide Web pro korespondenci a obchodní transakce. USPS také konkurují soukromé doručovací služby, jako jsou United Parcel Service a FedEx, a to při doručování expresních dopisů a balíků.

Vozový park
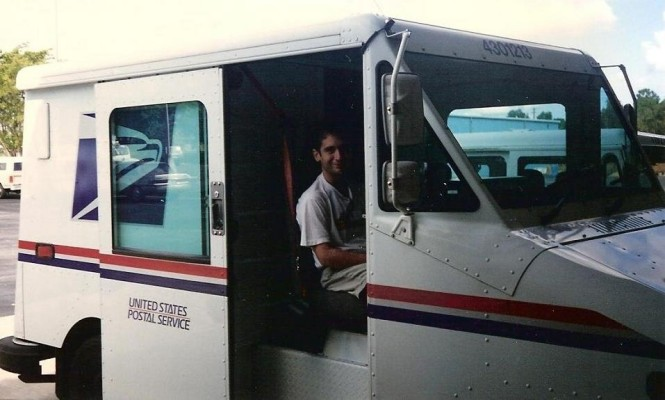
Typické poštovní auto s volantem vpravo
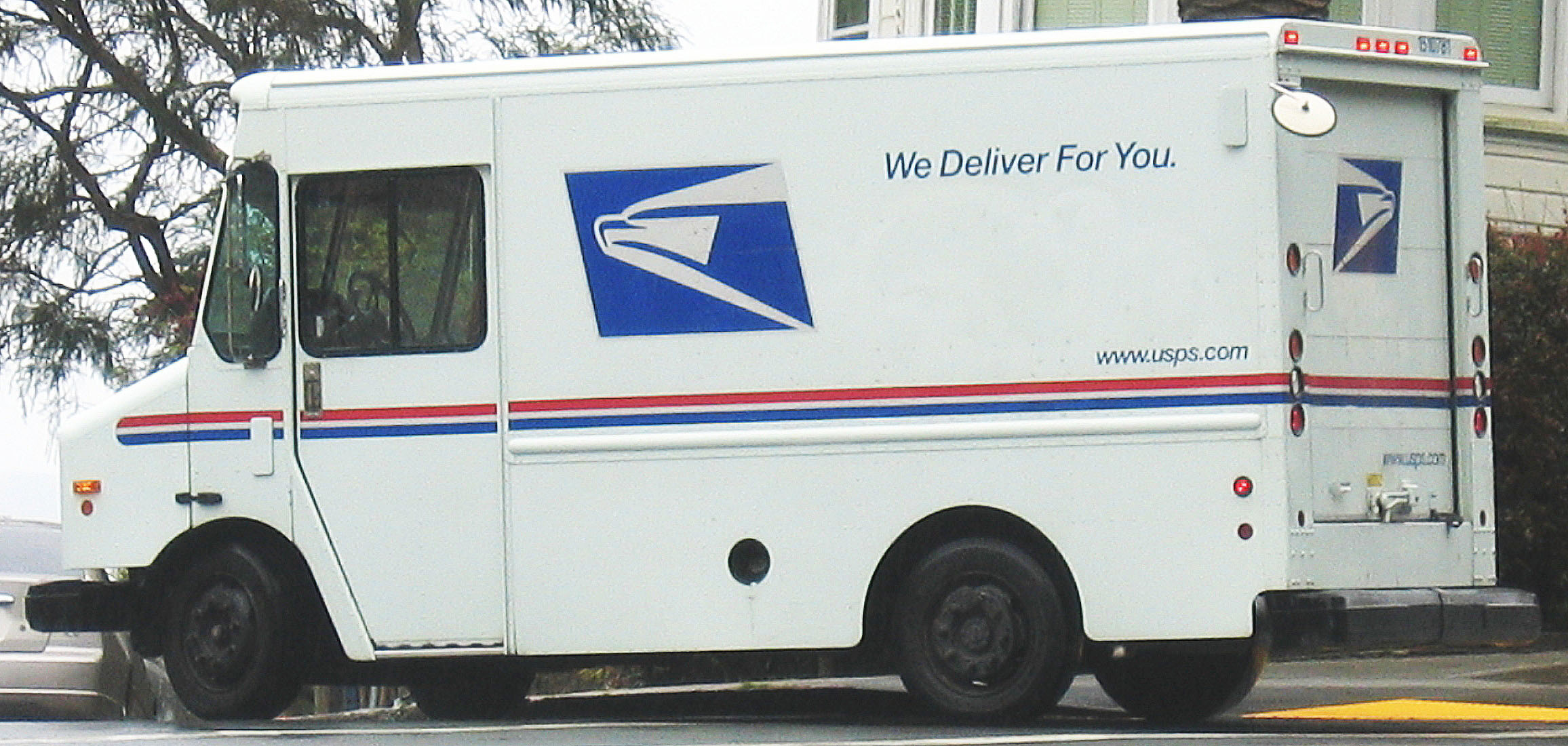
Poštovní dodávka
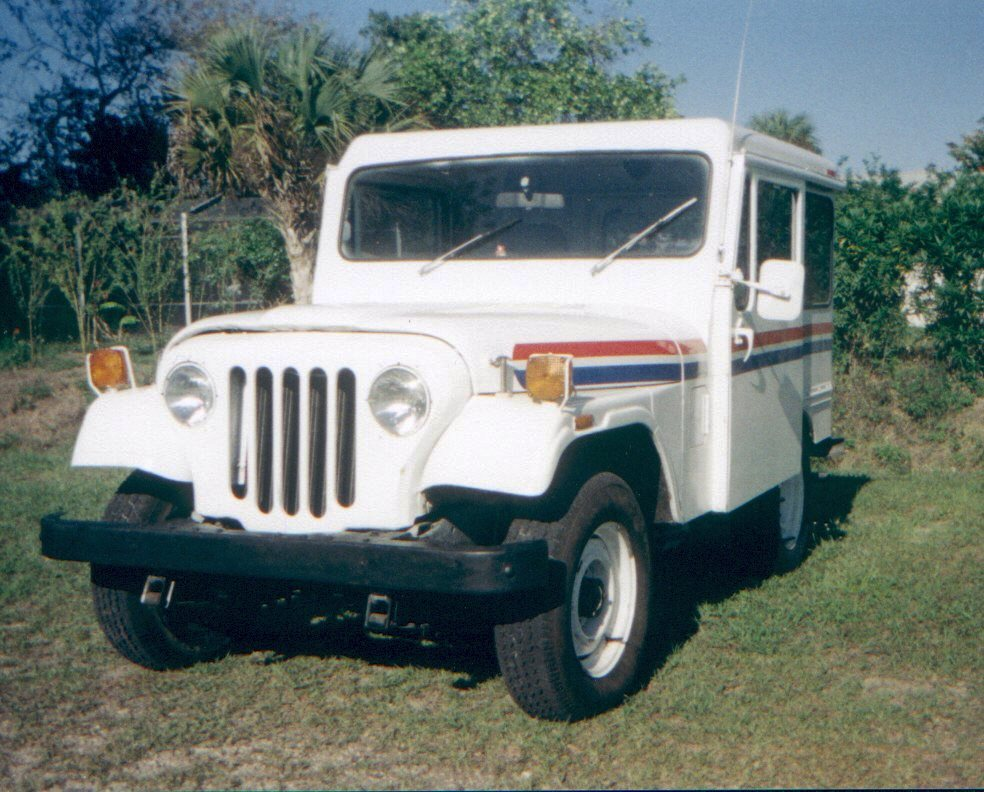
Jeep Wrangler
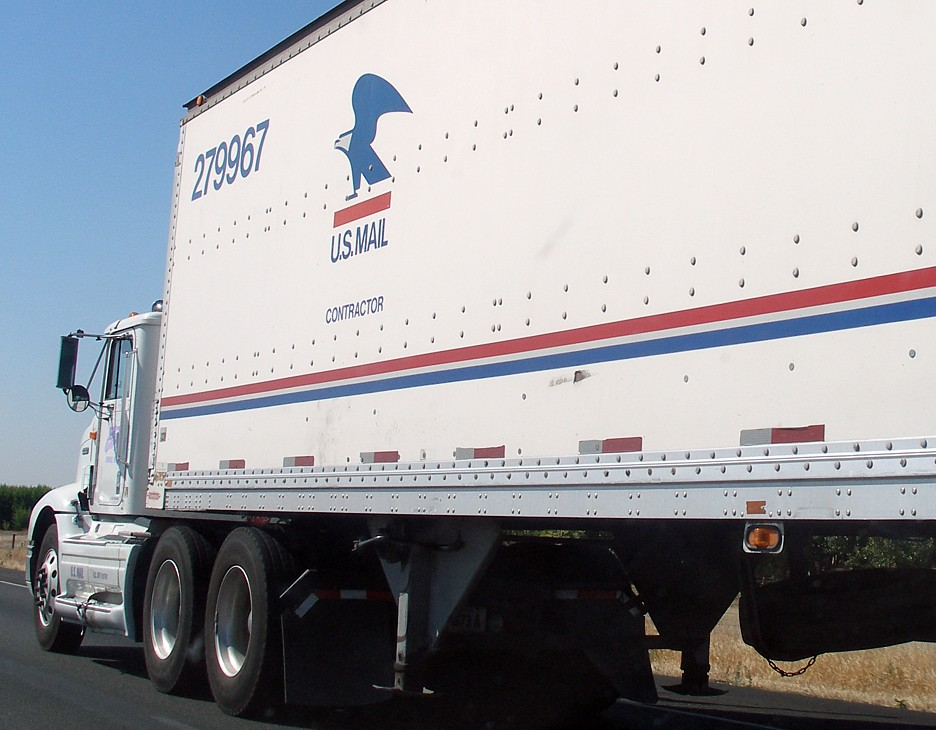
Nákladní poštovní auto na dálnici Interstate 5
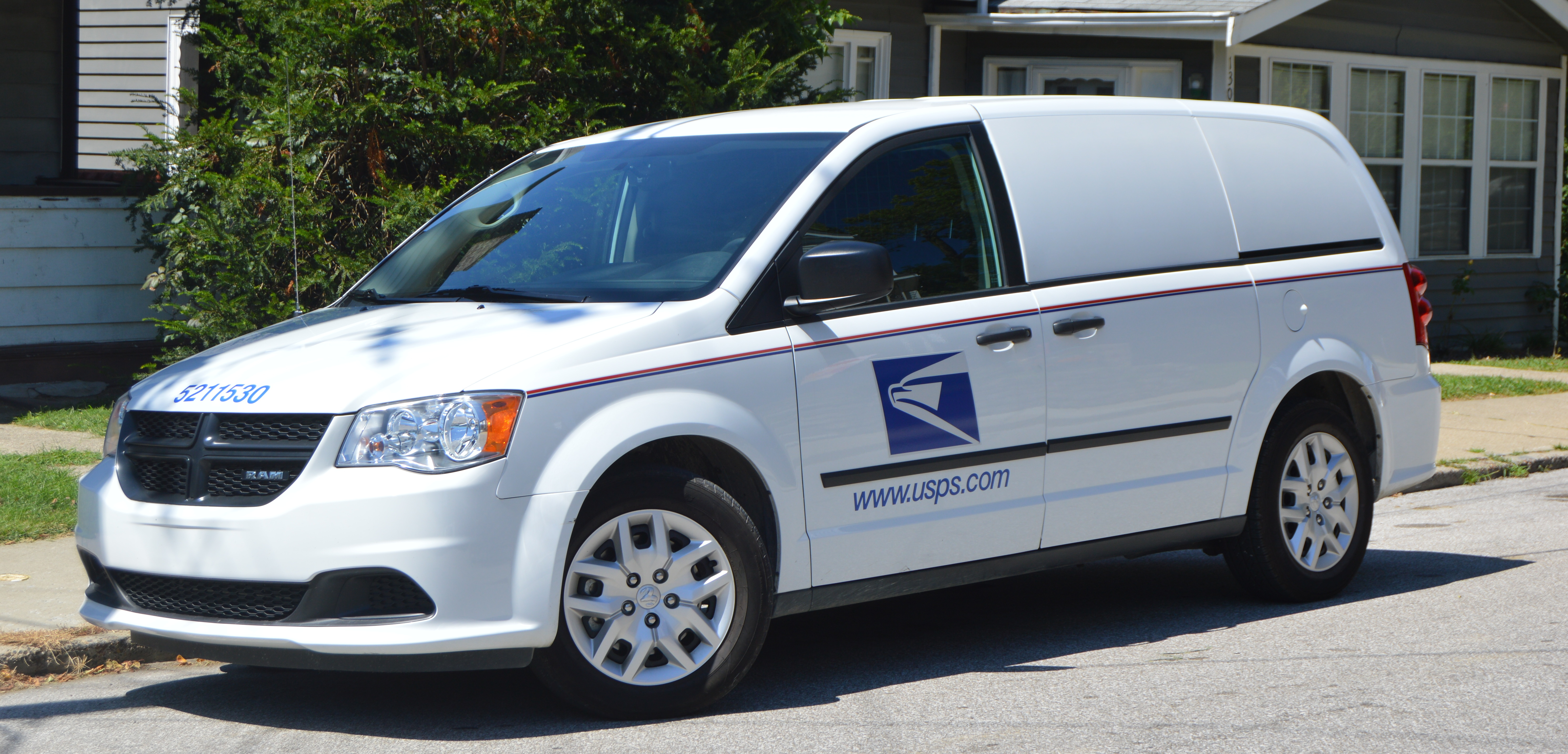
Chrysler

Poštovní budovy
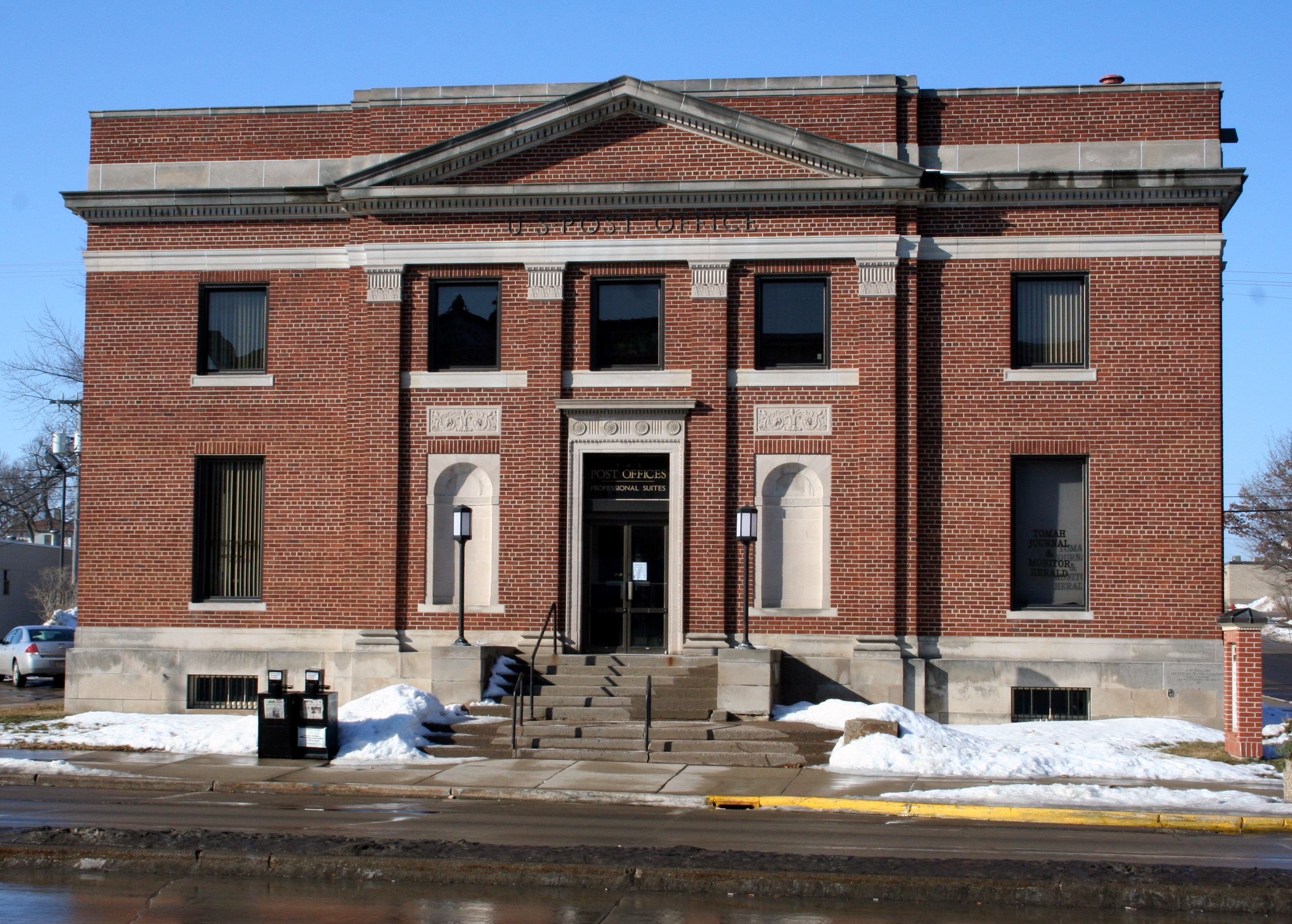
Historická budova hlavní pošty v Tomah, Wisconsin
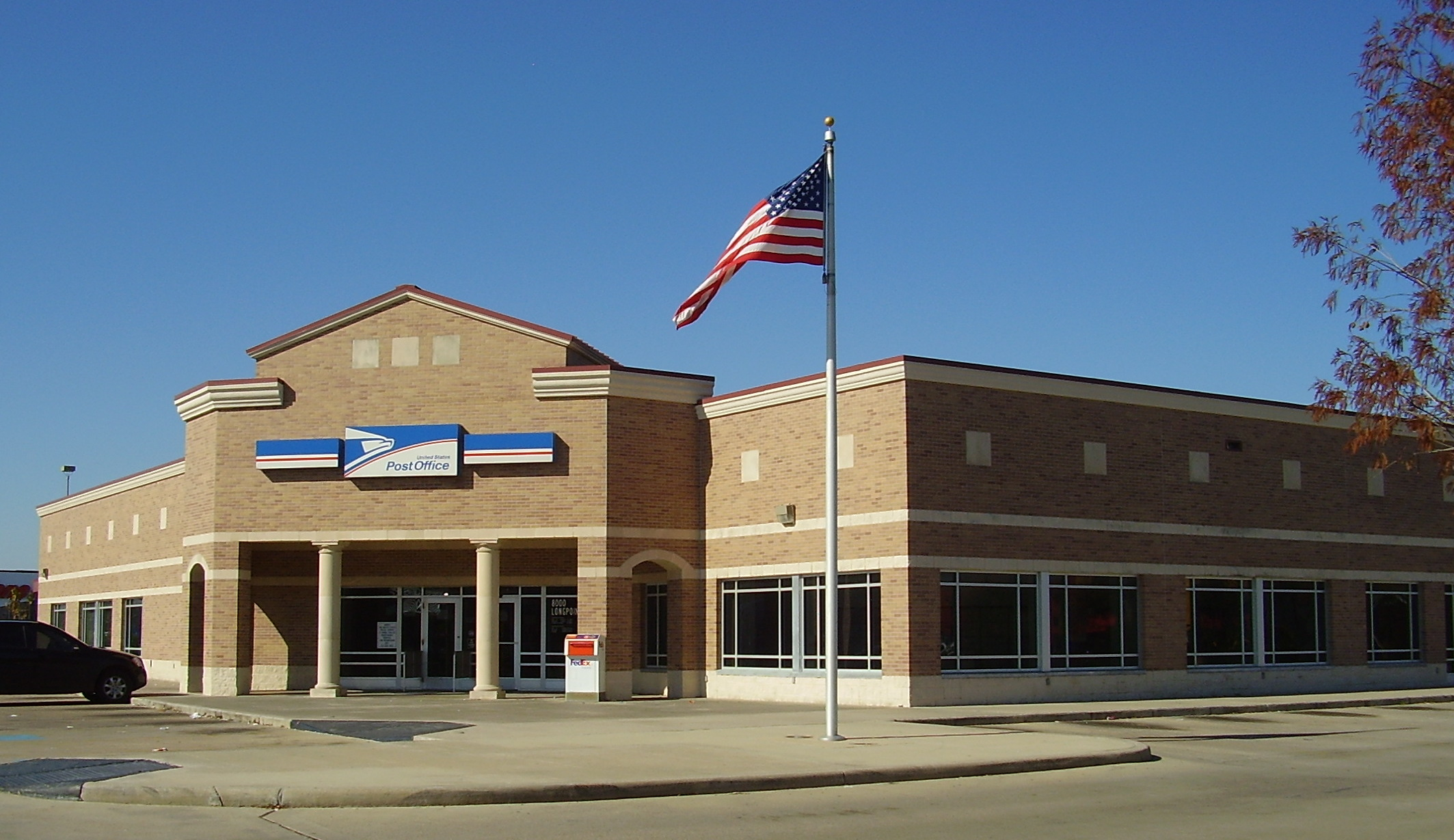
Typická poštovní budova v Houstonu v Texasu
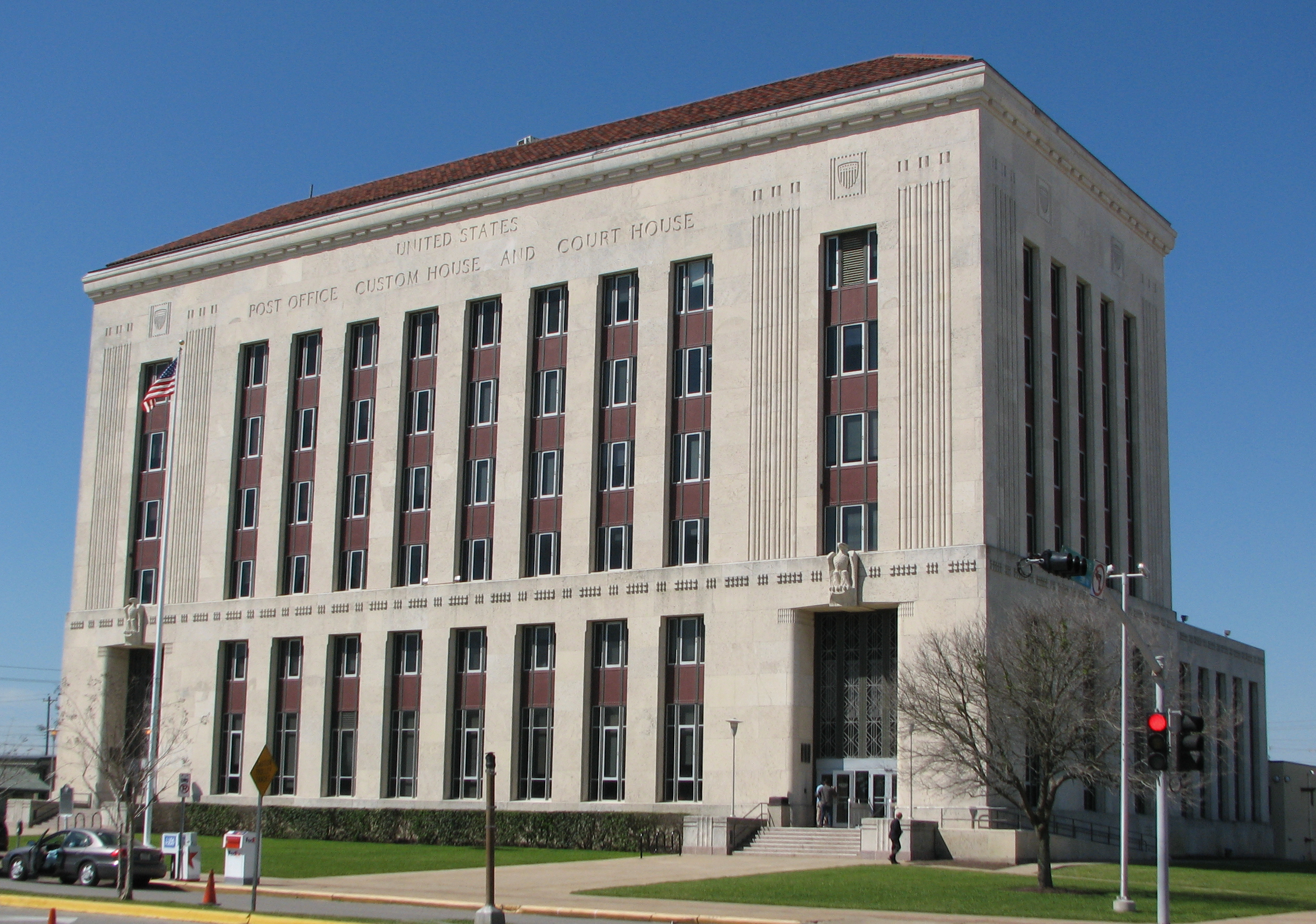
Budova sdílená poštovním úřadem, celní úřadem a federálním soudem v Galvestonu v Texasu
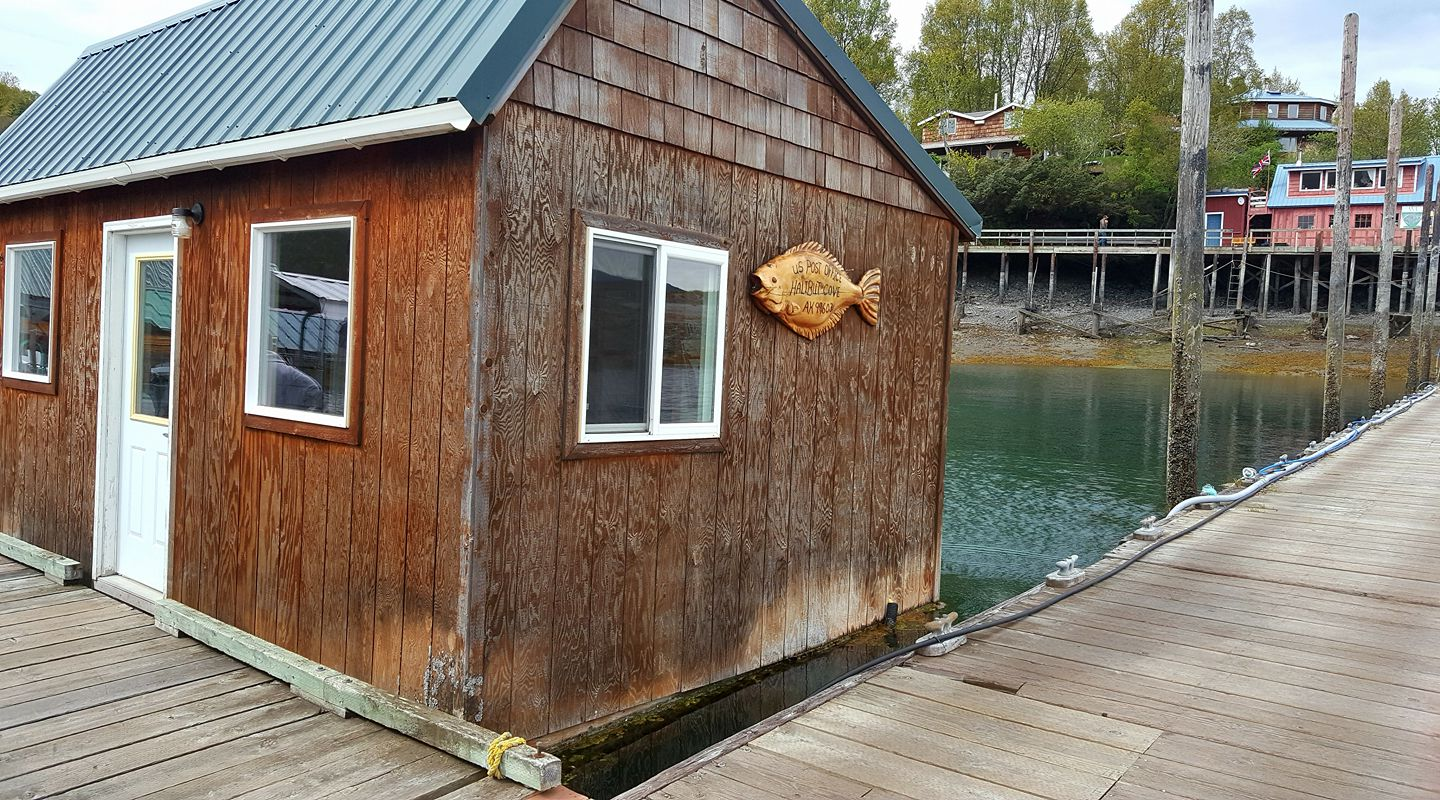
Plovoucí pošta, Halibut Cove, Aljaška
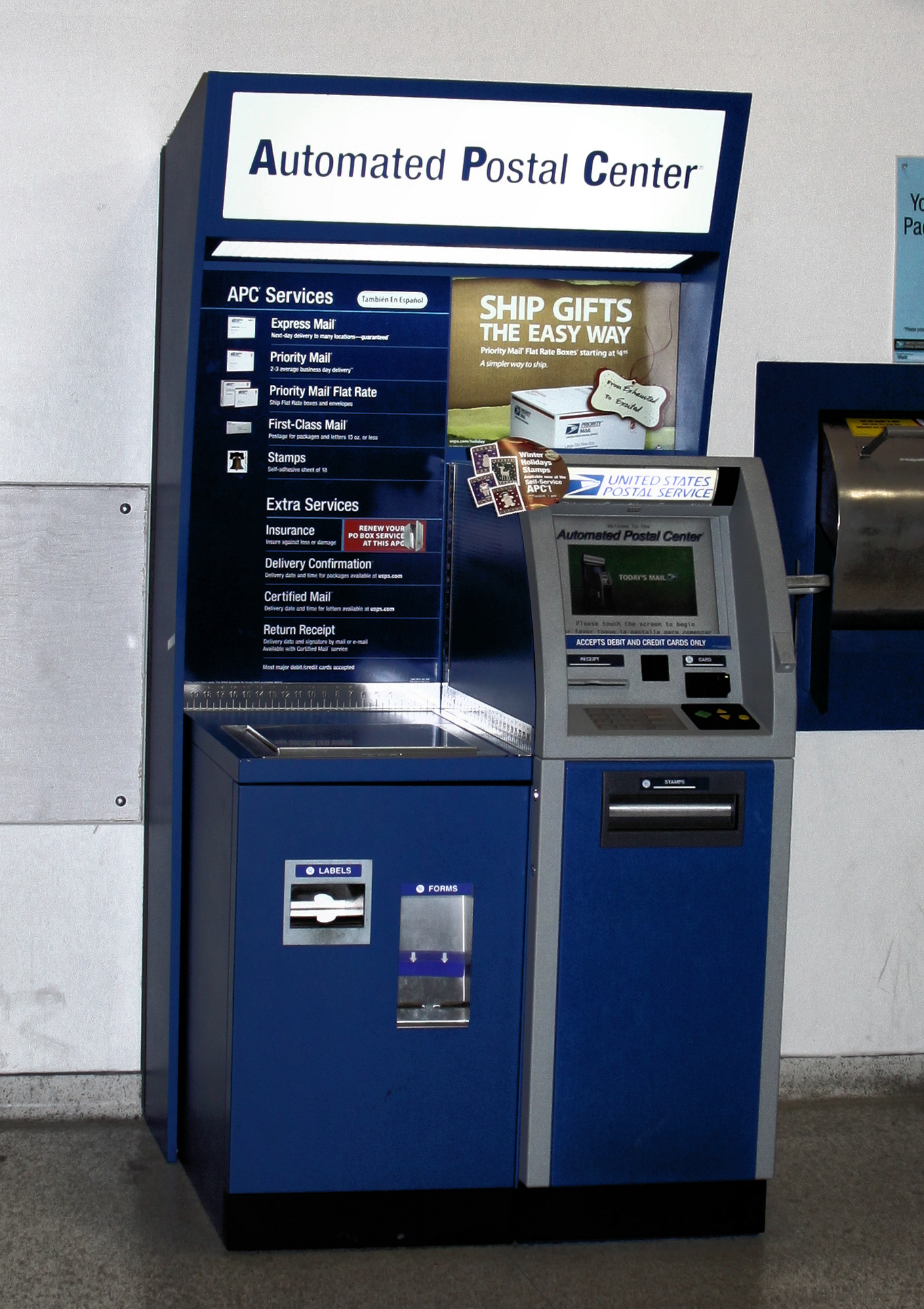
Poštovní automat uvnitř hlavní pošty ve Websteru, Texas